# Лимерик (графство)
Лимерик (ирл. Contae Luimnigh; англ. County Limerick) — графство на юго-западе Ирландии. Административный центр — Лимерик. Согласно перепеси 2022 года, население составляет 209 536 человек.
От названия графства происходит именование коротких английских сатирических «парадоксальных» пятистиший — лимериков.

## Физико-географическая характеристика
Графство Лимерик расположено на юго-западе Ирландии на плодородной равнине, ограниченной с севера руслом и эстуарием реки Шаннон, а с юга, востока и запада — невысокими горами (высшая точка — Галтимор, 917 м). Административные границы отчасти совпадают естественными: на севере Лимерик соседствует с графством Клэр; на востоке находятся Южный и Северный Типперэри; на юге — Корк; а на западе — Керри. Площадь Лимерика — 2756 км² (8-е место в стране).
Большинство рек в Лимерике являются притоками Шаннона — это Мулкир, Лубаг, Майнуп, Диил и Фил.

## История
Первый человек на этой территории появился около 3000 лет до н. э. — на берегах озера Лох-Гур. В 400 году до н. э. земли были заселены племенами кельтов, которые создали здесь несколько мелких государств.
В V веке в Лимерик пришло христианство, началось строительство монастырей и храмов. К этому же периоду относится и, так называемый, «Золотой век Ирландии», когда в стране быстрыми темпами развивались науки и искусства. Наиболее ценные артефакты, найденные в Лимерике, относятся к V-IX векам. В IX веке на территорию графства высадились викинги и основали на одном из островов реки Шаннон своё поселение. В 1194 году норманны повторили попытку экспансии, но на этот раз вооружённым способом. Король Мунстера был убит, Лимерик перешёл под контроль скандинавов и в 1210 году был официально провозглашен отдельной провинцией.
Английские монархи пытались ограничить власть гэльско-норманнских правителей и сосредоточить управление над графством в своих руках. В 1569 году это привело к восстанию против британской короны, которое закончилось разгромным поражением местных правителей. Их имущество было конфисковано, а провинция разорена. В 1650 году Оливер Кромвель со своими войсками вторгся в Ирландию, и Лимерик стал одной из территорий, где проходили военные действия. Города графства были подвергнуты осаде, но в итоге пали, а многие земли вокруг них были отданы в качестве награды английским генералам. Во время Войны двух королей (1689—1691), Лимерик подвергся еще одному вторжению — население поддерживало одну из враждующих сторон. Здесь, на территории графства произошло заключительное сражение, известное под названием осада Лимерика
В XVIII—XIX веках католическое население Лимерика подвергалось многочисленным и длительным преследованиям со стороны протестантов, земли отбирались в пользу плантаторов-колонистов. После Великого голода 1845—1849 годов начался этап массовой эмиграции в США, который оказал большое отрицательное влияние на местную культуру и экономику.
Во время войны за независимость в графстве была провозглашена республика Советский Лимерик. Забастовочный Комитет наделил себя всеми соответствующими полномочиями и начинал организацию распределения продуктов первой необходимости, регулирование цен на продукты питания, печатать собственных деньги и газет. Английское правительство идёт на уступки: оно предлагает снять все ограничения в обмен на прекращение забастовки. Стачком соглашается и 27 апреля 1919 года заявляет о прекращении забастовки.

## Транспорт
Через территорию графства проходит 2 железнодорожные ветки:
- Типперэри — Роскри
- Корк — Лимерик — Дублин

Также в Лимерике есть трассы национального значения — N7 (Лимерик — Дублин); N20 (Корк — Лимерик); N21 (Трали — Лимерик); N24 (Лимерик — Уотерфорд); N18 (Лимерик — Эннис — Голуэй). Крупнейшие автомобильные и железнодорожные вокзалы находятся в столице графства — городе Лимерик. Кроме того, здесь, в устье реки Шаннон расположен порт.
Аэропортов, обслуживающих коммерческие рейсы, на территории Лимерика нет. Ближайший из таковых, Шаннон, находится в соседнем графстве Клэр.

## Спорт
Один их самых популярных и развитых видов спорта в Лимерике — гэльский футбол. Здесь базируется одна из сильнейших команд страны, которая выигрывала Всеирландский чемпионат 7 раз — клуб «Лимерик», который формально также является командой по хёрлингу. Также, в графстве есть баскетбольная команда «Лимерикские львы».
Кроме того, в столице графства расположены: стадион «Томонд Парк», вмещающий 26,5 тыс. зрителей, и два 50-метровых бассейна.

## Достопримечательности
Графство Лимерик интересно своими природными и историко-культурными достопримечательностями, среди которых:
- Аббатство Гленстал;
- Замок Адэр;
- Замок Бэллигреннан;
- Замок Короля Иоанна (Лимерик);
- Замок Рокстоун;
- Замок Эшкитон;
- Озеро Лох-Гур.